# Benjamin Nygren
Benjamin Nygren (* 8. Juli 2001 in Göteborg) ist ein schwedischer Fußballspieler, der aktuell bei Celtic Glasgow unter Vertrag steht.

## Karriere

### Verein
Erik Benjamin Nygren begann mit dem Fußballspielen als Kind bei Utbynäs SK. Im Alter von zwölf Jahren trat er der Nachwuchsakademie des IFK Göteborg bei. Nachdem Nygren im Mai 2018 seinen ersten Profivertrag unterschrieben hatte, kam er im Alter von 17 Jahren im August 2018 beim 4:0-Sieg in der zweiten Runde des schwedischen Pokalwettbewerbes gegen den Drittligisten Torns IF erstmals in einem Pflichtspiel zum Einsatz. Am 31. Oktober 2018 gab Nygren im Spiel gegen Djurgårdens IF schließlich sein Debüt in der Allsvenskan. Am 11. November 2018 schoss er beim 3:1-Sieg gegen Örebro SK seine ersten beiden Tore im Punktspielbetrieb.
Zur Saison 2019/20 wechselte Benjamin Nygren in die belgische Division 1A zum KRC Genk. Dort unterschrieb er einen bis zum 30. Juni 2024 laufenden Vertrag. Anfang Oktober 2020 wurde er kurz vor Ende des wegen der COVID-19-Pandemie verlängerten Transferfensters in die Niederlande an den SC Heerenveen verliehen. Die Ausleihe war befristet bis zum Ende der Saison 2021/22. Allerdings konnte Genk sie einseitig zum Saisonende 2020/21 beenden.
Insgesamt bestritt Nygren 45 von 50 möglichen Ligaspielen für Heerenveen, bei denen er vier Tore schoss, sowie sechs Pokalspiele mit drei Toren. Ende Januar 2022 wechselte er zum dänischen Erstligisten FC Nordsjælland und unterschrieb dort einen Vertrag mit einer Laufzeit von vier Jahren.
Am 27. Juni 2025 unterschrieb Nygren einen Fünfjahresvertrag beim schottischen Erstligisten Celtic Glasgow.

### Nationalmannschaft
Nygren nahm mit der schwedischen U-17-Nationalmannschaft an der Europameisterschaft 2018 teil. Bei diesem Turnier kam er zu vier Einsätzen und erzielte dabei ein Tor, die schwedische U-17 schied im Viertelfinale gegen Italien (0:1) aus.
Am 22. März 2025 hatte er gegen Luxemburg seinen ersten Einsatz in der A-Nationalmannschaft, nachdem er für einen verletzten Spieler nachnominiert worden war. Drei Tage später gelang ihm beim 5:1-Sieg gegen Nordirland sein erstes Tor für die A-Nationalmannschaft.

## Erfolge
- Belgischer Superpokalsieger: 2019